# ФК Уфа
ФК Уфа (на руски: ФК «Уфа»; на башкирски: Өфө) е руски футболен отбор от република Башкирия. Собственик е президентът на републиката Рустем Хамитов, по чиято идея е учреден клубът. Играят във ФНЛ. Треньор е бившият руски национал Игор Коливанов, а капитан е първият чужденец в историята на отбора – Уилям.

## История
Основан на 23 декември 2010 на базата на ФК Башинформсвяз-Динамо. Първият официален мач на отбора е в купата на Русия, където отпада от Сизран 2003. Първият мач на отбора във втора дивизия е срещу Тюмен. На 18 май 2012 е разтрогнат договора с треньора Андрей Канчелскис. Той е сменен от друга футболна легенда - Игор Коливанов. В края на сезона Уфа завършва на 2 място. В началото на 2012/13 Уфа е приета във ФНЛ. За новия сезон отборът се подсилва с бразилците Уилям и Диего Карлос. Под наем от ЦСКА Москва е привлечен Алекандър Василев. На полусезона е привлечен японецът Йосуке Сайто. Отборът се задържа в средата на таблицата и няколко кръга преди края е на 6 място. През втория си сезон във ФНЛ отборът продължава да прогресира, завършвайки на 4 място. Така Уфа се класират за плейофната фаза и отстраняват Том Томск. В първия мач нападателят Дмитрий Голубов вкарва 4 гола, а още 1 добавя Уилям. В реваншът Уфа губят с 3:1, но общият резултат е достатъчен за класиране в Руска Премиер Лига.

## Успехи

### Национални
Руска Премиер Лига
- 6-о място (1): 2017/18

 Купа на Русия
- 1/2 Финалист (1): 2016/17

### Международни
Korantina Homes Cup:
- Носител (1): 2017[5], 2018[6].